# IOS 14
iOS 14 — чотирнадцята мобільна операційна система iOS, розроблена компанією Apple Inc., яка є наступником iOS 13. Її було представлено на конференції Worldwide Developers Conference 22 червня 2020 року.

## Особливості

### Оновлені віджети
В IOS 14 можна перемістити віджети на головний екран. Також можна змінювати їх розмір і «накладати» декілька віджетів в один.

### Бібліотека програм
В IOS 14 додали бібліотеку програм. В ній зберігаються всі програми, вони розміщуються в різних категоріях. Її можна відключити, Бібліотека програм відкривається зліва після останнього екрану програм.

### Безпека
В IOS 14 зверху в центрі управління показується, який дозвіл використовує програма в цей час, наприклад камера, буфер обміну… Через це виникло кілька скандалів з Instagram і TikTok.

## Підтримувані пристрої

### iPhone
- iPhone 6S
- iPhone 6S Plus
- iPhone SE
- iPhone 7
- iPhone 7 Plus
- iPhone 8
- iPhone 8 Plus
- iPhone X
- iPhone XS
- iPhone XS Max
- iPhone XR
- iPhone 11
- iPhone 11 Pro
- iPhone 11 Pro Max
- iPhone SE (2020)
- IPhone 12 Pro
- IPhone 12 Pro Max
- IPhone 12
- IPhone 12 mini

| - iPod Touch (7‑го покоління) |

### HomePod
- HomePod